# El Pozuelo (Granada)
El Pozuelo es una localidad y pedanía española perteneciente al municipio de Albuñol, en la provincia de Granada. Está situada en el extremo oriental de la comarca de la Costa Granadina. En plena costa mediterránea y a dos kilómetros del límite con la provincia de Almería, cerca de esta localidad se encuentran los núcleos de La Rábita, Los Castillas y La Alcazaba.
La entidad singular de población de El Pozuelo incluye los barrios o diseminados de Los Canalizos, El Castillo de Huarea y Las Chumbas.

## Geografía
El pueblo se asienta frente a la playa del mismo nombre, de un kilómetro de largo y unos 25 metros de ancho, entre las puntas de La Rábita y Huarea.
Se trata de la localidad más oriental de la Costa Granadina, próxima al límite con Almería, donde se sitúa la pedanía de La Alcazaba ya en el municipio de Adra.
La rambla de Huarea desemboca en sus inmediaciones y divide el núcleo principal y Las Chumbas al oeste de la parte del Castillo de Huarea y Los Canalizos al este. También la rambla de Albuñol discurre cerca a la pedanía.

## Demografía
Según el Instituto Nacional de Estadística de España, en el año 2024 El Pozuelo contaba con 666 habitantes censados, lo que representa el 9,05% de la población total del municipio.

### Evolución de la población
| Gráfica de evolución demográfica de El Pozuelo entre 2014 y 2024 |
|                                                                  |
| Datos según el nomenclátor publicado por el INE.                 |

## Comunicaciones

### Carreteras
Las principalea vías de comunicación que transcurren por esta localidad son:
| Identificador | Denominación               | Itinerario            |
| ------------- | -------------------------- | --------------------- |
| A-7           | Autovía del Mediterráneo   | Algeciras - Barcelona |
| N-340         | Carretera del Mediterráneo | Cádiz - Barcelona     |

Algunas distancias entre El Pozuelo y otras ciudades:
| Ciudades | Distancia (km) |
| -------- | -------------- |
| Albuñol  | 7              |
| Motril   | 40             |
| Almería  | 71             |
| Granada  | 98             |
| Jaén     | 189            |
| Murcia   | 289            |

## Servicios

### Sanidad
El Pozuelo cuenta con un consultorio médico de atención primaria situado en la calle la Iglesia s/n, dependiente del Área de Gestión Sanitaria Sur de Granada. El servicio de urgencias está en el centro de salud de Albuñol y el área hospitalaria de referencia es el Hospital Santa Ana de Motril.

### Educación
El único centro educativo que hay en la localidad es:
| Denominación genérica | Nombre del centro | Naturaleza | Dirección         |
| --------------------- | ----------------- | ---------- | ----------------- |
| Colegio público rural | CPR Las Ramblas   | Público    | C/ el Barrio, s/n |

## Cultura

### Monumentos
La iglesia de Santiago fue construida entre 1993 y 1994. Fue inaugurada el 25 de julio de 1994 por el arzobispo de Granada, José Méndez Asensio, y el entonces párroco de El Pozuelo, Alfonso Marín Marín, durante las fiestas del Apóstol. Dicho templo sufrió graves destrozos por un incendio provocado por un joven marroquí el 17 de agosto de 2025.

### Fiestas
El Pozuelo celebra sus fiestas en torno al 25 de julio en honor a su patrón, Santiago Apóstol. Durante estas fiestas tiene lugar la procesión del santo con numerosas tracas de fuegos artificiales.